# Elena Dmitrievna Stasova
Elena Dmitrievna Stasova (tiếng Nga: Еле́на Дми́триевна Ста́сова, IPA: [jɪˈlʲenə ˈdmʲitrʲɪjɪvnə ˈstasəvə]; 3 tháng 10 năm 1873 – 31 tháng 12 năm 1966) là một nhà cách mạng cộng sản Nga và là thành viên làm việc cho Quốc tế Cộng sản. Bà là đại diện của Quốc tế Cộng sản Đức vào năm 1921. Từ năm 1927 đến 1938, bà là chủ tịch Hội Cứu tế Đỏ Quốc tế (MOPR). Từ năm 1938 đến 1946 bà đảm nhiệm cương vị biên tập viên của tạp chí Văn học Quốc tế.

## Tiểu sử

### Thiếu thời
Elena Stasova sinh vào ngày 3 tháng 10 năm 1873 tại Sankt-Peterburg, thuộc dân tộc Nga. Bà là con gái của một luật gia tự do, Dmitry Stasov (1828-1918) từng làm việc tại Thượng viện và là một sứ truyền lệnh tại lễ đăng quang của Aleksandr II. Ông nội của bà là một kiến trúc sư sống dưới thời Sa hoàng Aleksandr I và Nikolai I. Sau khi học xong trung học, Elena đã trở thành một nhà xã hội chủ nghĩa như đã hứa và gia nhập Đảng Lao động Dân chủ Xã hội Nga (RSDRP) tại thời điểm Đảng này thành lập vào năm 1898.
Khi RSDRP chia thành hai phe cánh Bolshevik và Menshevik vào năm 1903, Stasova đã góp rất nhiều công sức với Lenin và những người Bolshevik như một nhà cách mạng chuyên nghiệp. Trong hai năm tiếp theo Stasova thông qua bút danh "Tuyệt đối" và "Dày đặc" đóng vai trò như một chân rết cho tờ báo Iskra của Lenin tại Sankt-Peterburg, nơi bà làm bí thư đảng ủy của thành phố này. Stasova còn phụ trách công tác giảng dạy cho các thành viên mới phương thức mã hóa và giải mã. Bà cũng đảm nhiệm chức danh bí thư Văn phòng phía Bắc của Ban Chấp hành Trung ương Bolshevik và ở các vị trí trọng yếu khác của Đảng. Các bút danh khác mà Stasova sử dụng trong khoảng thời gian hoạt động ngầm gồm "Delta", "Heron", "Knol" và "Varvara Ivanovna."
Stasova di cư sang Geneva, Thụy Sĩ vào năm 1905, trùng với thời điểm xảy ra cuộc Cách mạng Nga năm 1905. Ít lâu sau bà trở về nhà vào tháng 1 năm 1906 và được Bolshevik phân công làm việc trực tiếp tại Tiflis (nay là Tbilisi), thủ đô của Gruzia. Đến tháng 1 năm 1912, Stasova được bầu làm ủy viên dự khuyết Ban Chấp hành Trung ương Đảng Bolshevik. Bà giờ đã là bí thư Văn phòng Nga của Đảng cho đến khi bị chính quyền Sa hoàng bắt giam và lưu đày đến Siberia vào năm 1913 cho tới tận năm 1916 mới được trả tự do. Sau đó bà từ chức thủ quỹ Đảng cùng với người em trai của mình.

### Sự nghiệp chính trị
Sau Cách mạng tháng Hai năm 1917, Stasova được bổ nhiệm làm bí thư Ban Chấp hành Trung ương Đảng — một vị trí mà bà đảm đương trong suốt cuộc Cách mạng Tháng Mười, cuối cùng phải rút lui vào tháng 3 năm 1920. Bà còn được phục chức ủy viên dự khuyết Ban Chấp hành Trung ương Đảng Bolshevik qua Đại hội lần thứ sáu của Đảng Cộng sản Nga vào năm 1917. Stasova được bầu vào thành viên chính thức của Ban Chấp hành Trung ương Đảng trong Đại hội Đảng lần thứ 7 năm 1918 và Đại hội Đảng lần thứ 8 năm 1919. Tuy nhiên, tại Đại hội Đảng lần thứ 9 năm 1920 đã bãi nhiệm bà khỏi Ban Chấp hành Trung ương Đảng và Ban Bí thư.
Sau khi bị loại khỏi Ban Chấp hành Trung ương Đảng, Stasova làm việc cho tổ chức đảng Petrograd, từ nơi bà đã được đưa vào bộ máy của Quốc tế Cộng sản. Bà được bổ nhiệm làm đại diện Quốc tế Cộng sản cho Đảng Cộng sản Đức (KPD) vào tháng 5 năm 1921, và cũng là nơi mà bà đã sử dụng bút danh "Hertha". Stasova vẫn ở Đức trong suốt năm 1926 và đóng vai trò hàng đầu trong tổ chức Cứu tế Đỏ Quốc tế (MOPR) chi nhánh Đức là Die Rote Hilfe. Stasova trở lại Liên Xô vào tháng 2 năm 1926. Năm sau bà được bổ nhiệm làm Phó Giám đốc của MOPR Quốc tế cũng như lãnh đạo Ban Chấp hành Trung ương của chi bộ MOPR ở Liên Xô, vị trí mà bà đảm nhiệm trong năm 1937.
Stasova còn là một thành viên của Ủy ban Kiểm tra Trung ương Đảng Cộng sản Nga từ năm 1930 đến 1934 và Đại hội Thế giới lần thứ 7 của Quốc tế thứ Ba năm 1935 đã chỉ định bà là thành viên của Ủy ban Kiểm tra Quốc tế. Bà vẫn giữ cương vị này cho đến khi Quốc tế thứ Ba giải thể vào năm 1943. Stasova, không giống như nhiều cựu thành viên "Bolshevik" khác đã không bị gián điệp và cảnh sát mật đụng đến trong vụ Đại thanh trừng càn quét khắp Liên Xô vào cuối những năm 1930, mà bị thuyên chuyển qua giữ chức vụ mới là biên tập viên của tạp chí Văn học Quốc tế vào năm 1938. Stasova tiếp tục đảm nhận cương vị này cho đến năm 1946 thì mới về hưu.

### Qua đời và di sản
Elena Stasova qua đời vào ngày 31 tháng 12 năm 1966. Một trường nội trú cho người nước ngoài ở Ivanovo, Nga gọi là trường nội trú quốc tế Ivanovo ("Interdom"), được thành lập bởi MOPR vào năm 1933, được đặt theo tên Elena Stasova.

## Tác phẩm
- Biểu ngữ Hải ngoại của MOPR: Báo cáo Đại hội Viện trợ Quốc tế Đỏ lần thứ ba của Liên Xô. Moskva: Ban Chấp hành Viện trợ Quốc tế Đỏ, 1931. (Theo dòng chữ được cho là "H. Stassova" trên trang bìa.)

## Danh hiệu và giải thưởng
- Anh hùng Lao động Xã hội chủ nghĩa
- Bốn Huân chương Lênin